# 우돈타니 라차팟 대학교
우돈타니 라차팟 대학교(태국어: มหาวิทยาลัย ราชภัฏ อุดรธานี, UdonThani Rajabhat University, UDRU)는 태국 우돈타니 주 므앙 우돈타니 군의 국립대학이다. 1923년에 설립되었다.

## 개요
태국 우돈타니 주에 있는 태국의 국립 종합대학으로 1923년 2년제 농업교사 자격증 수여 학교로 시작하였으며, 1930년에 2년제 사범학교로 전환하였다.
우돈타니 시내의 메인 캠퍼스, 시외의 삼프라오 캠퍼스, 부엔간 군에 있는 부엔간 캠퍼스 등 3개의 캠퍼스가 있다. 메인 캠퍼스의 학생 수는 21425명 (2012년도)이고, 다른 캠퍼스를 합치면 3만명 이상의 학생들이 있다. 학부, 석사, 박사 학위를 부여하는 종합대학이며, 정규 코스 외에 주말 사회인 교육 코스도 존재한다.

## 역사
- 1923년 11월 1일- 우돈타니 라차퍼팅 농업교원 양성대학 설립.
- 1960년 2월 29일 - 명칭을 ‘우돈타니 교원대’로 개명.
- 1975년 - 태국의 교육개혁을 통해,  태국 교육부 소관 대학이 되며 학사 학위를 수여할 수 있는 대학이 됨.
- 1992년 2월 14일 - 푸미폰 아둔야뎃 국왕으로부터 ‘왕의 백성’이라는 뜻의 ‘라자밧’이라는 명칭이 태국 전역에 있는 교육 대학에 수여됨. 동시에 국왕의 문장도 사용할 수 있게 되었다. 그리고 이름을 ‘라차팟 연구소’로 개명하고 학사, 석사, 박사 학위를 수여할 수 있는 종합 대학으로 성장했다.
- 2004년 1월 15일 - 태국의 대학법 개정에 따라 이름을 ‘우돈타니 라차팟 대학’으로 개명함.

## 교육 과정
5개의 학부와 9개의 석사 과정, 2개의 박사 과정이 개설되어 있다.

### 학부
- 교육학부
- 인문사회학부
- 경영과학부
- 이학부
- 공학부

### 석사과정
- 교육행정
- 교육과정과 지도
- 개발전략
- 과학교육
- 경영 (마케팅)
- TESOL
- 농업 자원 및 환경 관리
- 행정 (지방자치단체)
- 통신기술

### 박사과정
- 교육 행정 박람회
- 개발 전략

## 특성화 학과
- 교육학부 영어학과
- 교육학부 체육학과 - 축구, 무에타이
- 교육학부 태국전통춤 - 태국전통춤 교원 양성 코스
- 인문사회 이산 예술 - 태국 북동부(이산 지방)의 전통 춤과 예술을 다룸.
- 공학부 농학연구과 - 삼프라오 캠퍼스에 광대한 실험 농장을 가지고 지역 농가와 함께 품종 개량 등에 종사하고 있다.